# ジェファーソン郡 (アラバマ州)
ジェファーソン郡（英: Jefferson County）は、アメリカ合衆国アラバマ州の中央部に位置する郡である。人口は67万4721人（2020年）。郡庁所在地はバーミングハムであり、州内で人口最大の都市である。ジェファーソン郡はバーミングハム・フーバー・カルマン広域都市圏の中心となる郡である。

## 歴史

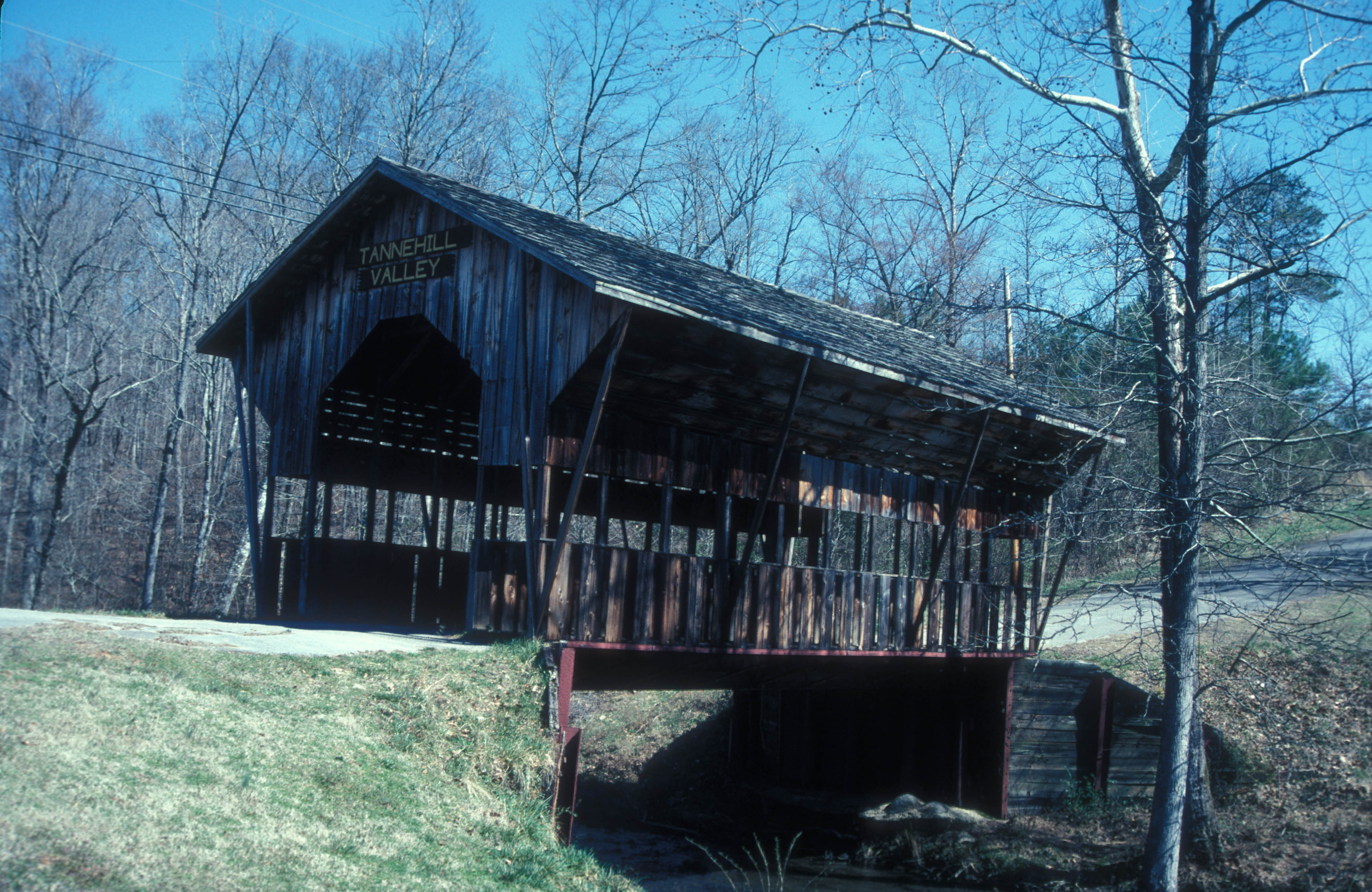
マッカラ近くにあるタンヒルバレー屋根付橋

ジェファーソン郡は1819年12月13日にアラバマ州議会によって設立された。郡名は第3代アメリカ合衆国大統領トーマス・ジェファーソンに因んで名付けられた。州の北中部に位置し、アパラチア山脈の南端にあたり、アメリカ合衆国南部で、鉄、石炭、石灰岩を産出した鉱山ベルトの中心にある。現在の郡庁所在地であるバーミングハム市が設立しされた1871年の以前では、キャロルズビル（1819年-1821年）、イーライトン（1821年-1873年）に郡庁所在地が置かれていた。バーミングハムは1873年から郡庁所在地になった。市名はイギリスのウォリックシャー州にある都市の名前を貰った。イギリスのバーミングハム市も昔から鉄と鋼の生産では中心地だった。バーミングハム市が3つの町の合併で設立されて以来、イーライトンもその一部となっている。バーミングハム市はノースバーミングハムなど周辺の町や村を次々に併合して成長してきた。

### 2011年破産宣告
2011年11月9日、ジェファーソン郡が破産を宣告し、下水処理事業に絡む負債31億4千万米ドルなど負債総額は42億米ドルとなって、当時のアメリカ史上最大の自治体破産となった（2013年7月時点、デトロイト市の180億ドルが史上最大）。連邦法 11 USC §921 に基づき、第9条の適用を申請した。アラバマ州破産裁判所北地区において、第11-05736に登録された。ジェファーソン郡の代表はクリー・タチン・ボグダノフ&スターン社の共同経営者であるケネス・N・クリーとなった。
2012年5月時点でジェファーソン郡は支出を削減し、郡政府従業員を700人以上解雇した。

## 郡政府
ジェファーソン郡は、制限付き自治政府の形態を採る州内8郡の1つである。土地の利用については用途指定地域を設定し、水浄化処理、下水道、高規格道路を維持し、一般ゴミの回収を行い、資産税を除く徴税を行うことができる。立法府と行政府の機能を併せた5人の委員による郡政委員会が統治している。委員はそれぞれの選挙区から選ばれている。郡の行政部門として道路交通、地域開発、環境サービス、健康管理人的サービス、技術土地開発、財政一般サービスの部署があり、行政委員会はこれらについて執行責任を与えられている。郡政委員は互選で議長を選び、議長が委員会会合を主宰し、さらに付加的執行義務がある。

### 税
郡内で課される消費税は10%に達している。2005年1月、教育施設建設のために消費税1%加算が執行された。この増税は郡政委員会の評決でも賛成3票、反対2票と分かれていた。これによりフェアフィールド市の消費税が10%となり、他の自治体等でも8%から9％に上がった。この教育用消費税増税と制限付き自治権限は、アラバマ州議会2005年通常会期で撤廃が議論された。州の消費税は4%に過ぎず、ジェファーソン郡全体では2%である。
2011年3月16日、アラバマ州最高裁判所がジェファーソン郡による2009年課税法が違憲状態で決められたと裁定し、破産を検討していた郡に大きな財政的打撃になった。

### 下水道建設と債務債券化に関する議論
ジェファーソン郡の負債の大半を占める問題2つについて議論が戦わされている。1つは郡が所有する下水道の大規模改修であり、もう1つは一連の危険性ある債務債券化協定である。どちらの案件も以前の郡役人数人が収賄や汚職で告訴・有罪とされており、連邦政府検察によって精査されてきた。
債券化の利率に関する議論は、2002年と2003年に元郡政委員会議長のラリー・ラングフォード（有罪確定後バーミングハム市長に異動）が始めた。ラングフォードは利率が下げられるものと考えていたが、実際には逆効果であり、監督当局が郡の債務支払能力があるかを懸念する公式声明を発するほど郡の債務を増加させることになった。この債務債券化はアメリカ合衆国証券取引委員会による調査の中心課題になっている。
実態は次のとおりであった。JPモルガン・チェースが13行からなる銀行団の主幹事を務め、手数料を稼ぐためにわざと複雑な取引にした。金利が低いときだったのに変動利付債を30億ドル発行し、上昇リスクは金利スワップで相殺するようにしていた。この変動利付債の中には、2008年に多くの自治体に10億ドル単位の損害を与えたオークション・レート証券もふくまれていた。ブルームバーグによると銀行団は、金利スワップで1億2千万ドル、オークション・レート証券で5500万ドルの手数料を得た。賄賂が現地の役人と証券会社に820万ドル、さらに案件から撤退した同業者、たとえばゴールドマン・サックスには300万ドル配られている。
2008年2月下旬、スタンダード&プアーズがジェファーソン郡の公債を「紙くず」状態まで格下げした。新聞では郡が第9条破産保護を求める可能性が議論された。同年3月初旬、ムーディが同調し、郡の他の債務支払能力も審査するつもりであることを言明した。
3月7日、ジェファーソン郡は下水道債務協定で求められる1億8,400万米ドルの担保物件不足となり、事実上債務超過となった。
2011年2月、BBCワールドサービスのレスリー・カーウェンが、新任郡政委員会議長デイビッド・カーリントンにインタビューし、「歴史上最も高価な下水道となりうるもの」を資金手当てするために発行された債券が不履行になる危険性を尋ねた。カーリントンは「疑いもなくウォールストリートの人々が賄賂を提供」しており、「これから起こることに莫大な責任をとる必要がある」と語った。
下水道は環境問題の故に数年前に改修され、高機能化された。すでに述べたようにウォールストリートの投資銀行が債券化を使って複雑な資金集めを手配した。その料金と罰金でコストが上がり、現在は32億米ドルの借金になっている。郡役員の中には銀行家から賄賂を受け取ったとして告訴された者がおり、現在受刑中あるいは判決待ちである。
ただし、肝心のJPモルガンは訴追すらされていない。
カーリントンは、問題の1つが選出された役人は大変低い給与で長い間働かされ、辞任した後に大きな報酬が支払われることだと述べた。負債の構造は70万人の人々が30年以上かけて支払うしかないようなものになっている。下水道は12億から15億米ドルの間で建設できるものであり、32億米ドルも掛かるものではあり得なかった。債権の発行は下水道が修繕できるかについて関心が無く行われた。郡はその支払いを行うことができず、破産を避けるために負債の再構成を行う必要がある。投資家は大損するだろうが、罪のない少額投資家は100%回収できるかもしれない。証券取引委員会はJ・P・モルガンに対する「違法な支払」に関する補償として郡に7,500万米ドルを与え、さらにJ・P・モルガンは今後の料金6億4,700万米ドルを受け取れなくなった。
カーリントンは、市民がこの災害を繰り返さないように正しい人を選出しなければならないと語った。政府は地方投資銀行家を含め責任ある者を同定し、彼等を追い出さなければならない。悪行の兆候は監査されない帳簿であり、郡はその監査で3年遅れていた。新しい負債は、1年ないし2年は掛かるであろう監査が終わるまで発行できない、とも語った。

### 法
ジェファーソン郡には保安官部がある。郡保安官は全郡を選挙区として有権者によって選出される。保安官部には175人の警官がおり、郡内の未編入領域と、警察署を持たない自治体全てをパトロールしている。バーミングハム市とベッセマー市に2つの監獄があり、裁判待ちの容疑者や刑期が1年未満の者を収容している。
郡内には2つの司法裁判所がある。州議会がベッセマー市を中心に新しい郡を作ろうと準備した時からこの状態になった。アラバマ州憲法に新郡の最少面積を500平方マイル (1,300 km2) と定めており、新郡にこれだけの広さを与える余地が無かったために、新郡の分割は成功しなかった。郡庁舎の別館と幾つかの機能が並行して行われている。郡庁舎の本館はバーミングハム市に、別館はベッセマー市にある。郡の税徴収官補佐、税評価官補佐、地区検察官補佐などがベッセマー別館に事務所を構えている。

## 地理
アメリカ合衆国国勢調査局に拠れば、郡域全面積は1123.80平方マイル (2,910.6 km2)であり、このうち陸地1112.61平方マイル (2,881.6 km2)、水域は11.20平方マイル (29.0 km2)で水域率は1.00%である。郡内にはウォータークレス・ダーター国立野生生物保護区がある。
アラバマ州矯正省が郡内のベッセマー市に近い未編入領域に男性用のウィリアム・E・ドナルドソン矯正施設を運営している。この刑務所には州内死刑囚収容施設2つのうち1つがある。

### 交通

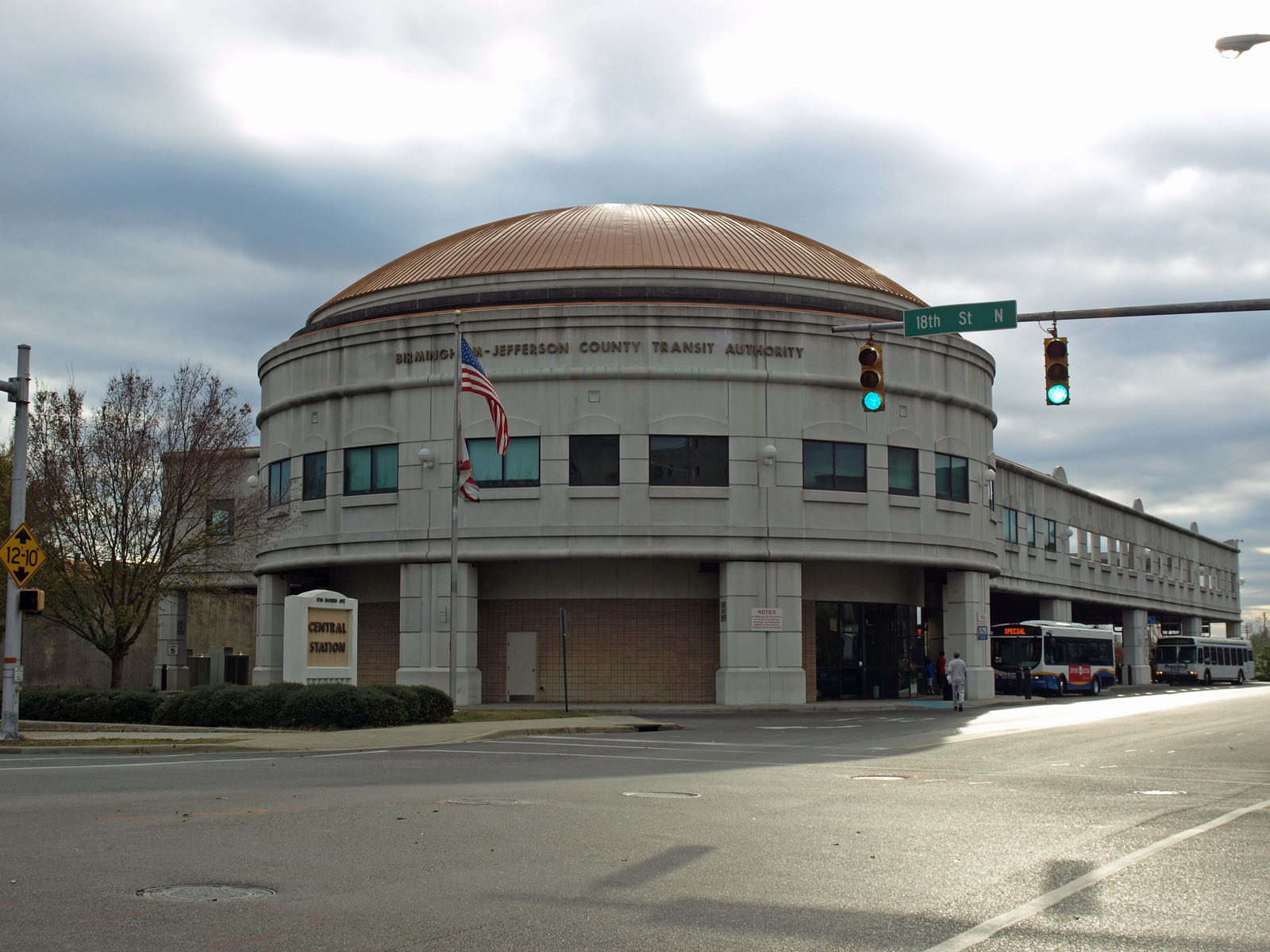
バーミングハム・ジェファーソン郡交通公社の駅

#### 主要高規格道路
| - 州間高速道路20号線 - 州間高速道路22号線 - 州間高速道路59号線 - 州間高速道路65号線 - 州間高速道路459号線 - アメリカ国道11号線 - アメリカ国道31号線 - アメリカ国道78号線 - アメリカ国道280号線 - アメリカ国道411号線 | - アラバマ州道5号線 - アラバマ州道25号線 - アラバマ州道75号線 - アラバマ州道79号線 - アラバマ州道119号線 - アラバマ州道149号線 - アラバマ州道150号線 - アラバマ州道151号線 - アラバマ州道269号線 |

#### 鉄道
アムトラックの旅客列車クレセント号がバーミングハム市で停車する。貨物列車はBNSF鉄道、CSXトランスポーテーション、ノーフォーク・サザン鉄道、アラバマ・アンド・テネシー川鉄道、バーミングハム・サザン鉄道が運行している。入換専業鉄道のアラバマ・ウォリアー鉄道もある。以前はルイビル・アンド・ナッシュビル鉄道、シーボード・コースト・ライン鉄道、アラバマ・アンド・ガルフ・コースト鉄道も通っていた。

#### 空港
バーミングハム市にはバーミングハム＝シャトルズワース国際空港があり、全米各地と直接間接に商業便が運行されている。その名前とは裏腹に国際便は無い。ただし、カナダのケベック市には直行便がある。

### 隣接する郡
ジェファーソン郡は不規則な境界線のある菱形をしている。隣接郡とは北西、北東、南東、南西方向に接している。
- ウォーカー郡 - 北西、北
- ブラウント郡 - 北
- セントクレア郡 - 東、北東
- シェルビー郡 - 南東、南
- ビブ郡 - 南西
- タスカルーサ郡 - 南西、西

## 人口動態
以下は2000年国勢調査による人口統計データである。
| 基礎データ - 人口: 662,047人 - 世帯数: 263,265 世帯 - 家族数: 175,861 家族 - 人口密度: 230人/km2（595人/mi2） - 住居数: 288,162軒 - 住居密度: 100軒/km2（259軒/mi2） 人種別人口構成（ ）内は2010年データ - 白人: 58.10% (53.0%) - アフリカン・アメリカン: 39.36% (42.0%) - ネイティブ・アメリカン: 0.21% (0.3%) - アジア人: 0.90% (1.4%) - 太平洋諸島系: 0.03% (0.0%) - その他の人種: 0.59% - 混血: 0.80% (1.1%) - ヒスパニック・ラテン系: 1.55% (3.9%) 先祖による構成 - イギリス系：9.7% - アメリカ人：9.6% - アイルランド系：8.6% - ドイツ系：7.2% 年齢別人口構成 - 18歳未満: 24.8% - 18-24歳: 9.6% - 25-44歳: 29.7% - 45-64歳: 22.3% - 65歳以上: 13.6% - 年齢の中央値: 36歳 - 性比（女性100人あたり男性の人口） - 総人口: 89.2 - 18歳以上: 84.5 | 世帯と家族（対世帯数） - 18歳未満の子供がいる: 30.8% - 結婚・同居している夫婦: 46.1% - 未婚・離婚・死別女性が世帯主: 17.2% - 非家族世帯: 33.2% - 単身世帯: 28.7% - 65歳以上の老人1人暮らし: 9.9% - 平均構成人数 - 世帯: 2.45人 - 家族: 3.04人 収入と家計 - 収入の中央値 - 世帯: 36,868米ドル - 家族: 45,951米ドル - 性別 - 男性: 35,954米ドル - 女性: 26,631米ドル - 人口1人あたり収入: 20,892米ドル - 貧困線以下 - 対人口: 14.8% - 対家族数: 11.6% - 18歳未満: 20.2% - 65歳以上: 12.7% |

## 政治
| 年     | 共和党        | 民主党        | その他      |
| ------ | ------------- | ------------- | ----------- |
| 2008年 | 47.2% 149,921 | 52.3% 166,121 | 0.5% 1,768  |
| 2004年 | 54.2% 158,680 | 45.2% 132,286 | 0.7% 2,001  |
| 2000年 | 50.6% 138,491 | 47.4% 129,889 | 2.0% 5,383  |
| 1996年 | 50.2% 130,980 | 46.1% 120,028 | 3.7% 9,718  |
| 1992年 | 50.1% 149,832 | 42.1% 125,889 | 7.7% 23,163 |

アラバマ州では2008年の大統領選挙で共和党候補のジョン・マケインに2桁以上の差で支持を与えたが、ジェファーソン郡の場合は民主党のバラク・オバマが52%を獲得し、マケインは47%に終わった。

## 都市と町

### 市
| - バーミングハム（一部はシェルビー郡） - 郡庁所在地 - フーバー（一部はシェルビー郡） - ベスタビアヒルズ（一部はシェルビー郡） - ベッセマー - センターポイント - フェアフィールド - ガーデンデール - ヘレナ（一部はシェルビー郡） - ホームウッド - ヒューイタウン - アイアンデール - リーズ（一部はシェルビー郡とセントクレア郡） - マウンテンブルック | - プレザントグローブ - トラスビル（一部はセントクレア郡） - アダムズビル - ブライトン - クレイ - フルトンデール - グレイズビル - リップスコーム - ミッドフィールド - ピンソン - スミトン（一部はウォーカー郡） - タラント - ウォリアー（一部はブラウント郡） |

### 町
| - アーゴ（一部はセントクレア郡） - ブルックサイド - カーディフ - カウンティライン（一部はブラウント郡） | - キンバリー - メイタウン - モリス - マルガ | - ノースジョーンズ - シルバンスプリングス - トラフォード - ウェストジェファーソン |

### 国勢調査指定地域
| - コンコード - エッジウォーター - フォレストデール | - グレイソンバレー - マクドナルドチャペル - マイナー | - マウントオリーブ - ロッククリーク |

### 未編入の町
| - アジャー - エイボンデール - カハバハイツ - チョークビル | - ドロマイト - エンスリー - ハフマン - マッカラ（一部はタスカルーサ郡） | - ノースバーミングハム - シャノン - ウィノナ - ウッドローン - ワイラム |

## 教育
バーミングハム市には独自の教育学区がある。このような都市以外の全郡はジェファーソン郡教育委員会が管轄している。バーミングハム市以外では、ベッセマー市、フェアフィールド市、ミッドフィールド市、トラスビル市、ホームウッド市、リーズ市、フーバー市、ベスタビアヒルズ市、タラント市、マウンテンブルック市が独自の教育学区を設立してきた。